# Marek Skryboniusz Libon Druzus
Marek Skryboniusz Libon Druzus, Marcus Scribonius Libo Drusus’ L. f. L. n. (ur. I wieku p.n.e., zm. 13 września 16 n.e.) – syn Lucjusza Skryboniusza Libona i Kornelii Pompei Magny.

## Życiorys
Tacyt opowiada w swoich Rocznikach (Annales) szczegółowo historię Libona Druzusa oskarżonego o przygotowywanie zamachu stanu, jako pierwszego w całym szeregu podobnych przypadków za panowania Tyberiusza.
Senator Firmiusz Katus, serdeczny przyjaciel Libona zachęcał młodego człowieka, łatwo ulegającego iluzjom, do ulegania obietnicom astrologów, oddawania się proroctwom chaldejskim, czarom, interpretacjom snów. Ostentacyjnie rozpamiętywano wspaniałe pochodzenie Libona jako prawnuka Pompejusza Wielkiego, ciotecznego wnuka Skrybonii żony Augusta. Firmiusz sam stając się towarzyszem Libona w jego rozrzutności, ekstrawagancji tym samym wplątał go w sieć dowodów winy. Poprzez ekwitę Flakkusa Weskulariusza doniósł o wszystkim cesarzowi Tyberiuszowi.
Cesarz Tyberiusz nie zlekceważył doniesienia, choć bardzo starannie ukrywał swoją urazę. Obdarował nawet Libona preturą w 16 n.e., zapraszał go do siebie, nie pokazując nic po sobie, a potajemnie zaczął przeciwko niemu zbierać materiały. Gdy cała sprawa doszła do wiadomości osławionego donosiciela, Fulciniusza Trio, ten oskarżył Libona przed konsulami i zażądał śledztwa przed senatem.
Libon Druzus próbował bezskutecznie szukać pomocy przed oskarżeniami u swoich krewnych, ale ci ze strachu odmówili. Na nic się też zdały błagalne gesty wobec Tyberiusza. Głównym oskarżycielem był Gajusz Wibiusz, większość zarzutów była absurdalna i przy odrobinie pobłażliwości niegroźna. Poważnym zarzutem stał się odręczny list Libona, w którym obok nazwisk Cezarów i senatorów pojawiały się tajemnicze symbole. Oskarżony nie przyznał się do winy i wtedy przeprowadzono badanie jego niewolników na torturach. Było to zabronione dawnym postanowieniem Senatu, zabraniającym wymuszania zeznań niewolników przeciwko własnemu panu przez tortury. Tyberiusz cynicznie obszedł to prawo rozkazując sprzedanie niewolników Libona przed złożeniem zeznań.
Libon Druzus nie widząc ratunku, świadom że jego dom otaczają już żołnierze, popełnił samobójstwo. Postępowanie przed Senatem prowadzono dalej, a Tyberiusz fałszywie deklarował, że nie miał zamiaru skazywać Libona na śmierć, a jego samobójstwo było przedwczesne. Tacyt kończy opowieść wymieniając cały szereg senatorów prześcigających się w pochlebstwach wobec cesarza.
| Gnejusz Pompejusz Wielki |
| \| 1. Mucia \|           |
| 1. Mucia                 |

| 1. Mucia |

| Pompeia                                  |
| \| 1. Lucjusz Korneliusz Cynna pr. 44 \| |
| 1. Lucjusz Korneliusz Cynna pr. 44       |

| 1. Lucjusz Korneliusz Cynna pr. 44 |

| Kornelia Pompeja Magna             |
| \| 1. Lucjusz Skryboniusz Libon \| |
| 1. Lucjusz Skryboniusz Libon       |

| 1. Lucjusz Skryboniusz Libon |

| Lucjusz Skryboniusz Libon |

| Marek Skryboniusz Libon Druzus |

## Źródła
- Swetoniusz: Żywoty Cezarów. Przekład i wstęp Janina Niemirska-Pliszczyńska, przedmowa Józef Wolski. Wrocław: Zakład Narodowy im. Ossolińskich, 1987. ISBN 83-04-01648-6.Sprawdź autora:1. Brak numerów stron w książce
- Tacyt: Dzieła. Tłumaczenie Seweryn Hammer. Warszawa: Czytelnik, 2004. ISBN 83-07-02993-7. Brak numerów stron w książce